# Dimethylaceetamide
Dimethylaceetamide, vaak afgekort tot DMAc en correcter N,N-dimethylaceetamide is een polair organisch oplosmiddel, dat vooral wordt gebruikt als oplosmiddel voor polymeren. Het is een heldere, kleurloze vloeistof met een lichte ammoniakachtige geur.

## Synthese
N,N-dimethylaceetamide wordt geproduceerd met azijnzuur en dimethylamine, waarbij water wordt afgescheiden.
{\displaystyle {\ce {CH3COOH + (CH3)2NH -> CH3CON(CH3)2 + H2O}}}
Een andere syntheseweg is de reactie van dimethylamine met methylacetaat, waarbij methanol wordt afgescheiden.

## Toepassingen
De voornaamste toepassing van dimethylaceetamide is voor het oplossen van synthetische polymeren bij de productie van kunstvezels. De belangrijkste zijn acrylvezels en elastanen op basis van polyurethaan. Het is ook een geschikt oplosmiddel voor polyimiden en polybenzimidazolen, om er films of deklagen van te maken.
Het wordt ook gebruikt als reactiesolvent of als reagens in de cosmetische en farmaceutische industrie.

## Toxicologie en veiligheid
Dimethylaceetamide is niet ongevaarlijk. De stof is schadelijk bij inademing of door contact met de huid. De damp is licht irriterend voor de ogen. Bij dierproeven is de stof niet mutageen of carcinogeen gebleken. Bij orale toediening van hoge doses is er wel een teratogeen effect op embryo's vastgesteld bij ratten. De stof is daarom ingedeeld als schadelijk voor de voortplanting.
Voor consumenten is de blootstelling aan de stof verwaarloosbaar, omdat het oplosmiddel tijdens het fabricageproces van de kunstvezels wordt teruggewonnen. Maar bij die fabricage is het wel goed mogelijk, dat de werknemers blootstaan aan dampen van dimethylaceetamide.
Op 24 februari 2020 kwam naar buiten dat de Federatie Nederlandse Vakbeweging (FNV) het chemische bedrijf DuPont voor de rechter daagt wegens blootstelling van vrouwelijke arbeiders aan deze teratogene stof. Het OM besloot in januari 2021 DuPont niet strafrechtelijk te vervolgen omdat 'het (...) niet meer [kan] worden bewezen dat er binnen het bedrijf te hoge concentraties van deze stof aanwezig waren'. Er loopt nog wel een civielrechtelijke zaak.